# Barcikowice
Barcikowice is een plaats in het Poolse district  Zielonogórski, woiwodschap Lubusz. De plaats maakt deel uit van de gemeente Zielona Góra en telt 160 inwoners.